# Stora Tuna församling
Stora Tuna församling är en församling i Tuna kontrakt i Västerås stift. Församlingen, som är både till medlemsantal och folkmängd stiftets största församling, ligger i Borlänge kommun i Dalarnas län och ingår i Stora Tuna och Torsångs pastorat.

## Administrativ historik
Församlingen har medeltida ursprung under namnet Tuna församling som namnändrades till det nuvarande senast vid mitten av 1700-talet. Ur församlingen utbröts under medeltiden Aspeboda församling som kapellag, vilket 1604 överfördes till Kopparbergs församling. I slutet av 1400-talet utbröts Silvbergs församling, 1633 utbröts Enbacka församling (nu Gustafs) som kapellag, 1636 Dalsby fjärdings församling (Säter) efter att varit kapellag sedan 1500-talet. 1647 utbröts Amsbergs kapellförsamling som återgick 1929. 
Församlingen var till 1604 i pastorat med Aspeboda församling, för att därefter till 1627 utgöra ett eget pastorat. Från 1627 till 1868 var den moderförsamling i pastoratet (Stora) Tuna och Silvberg som mellan 1633 och 1777 även omfattade Enbacka församling och från 1647 Amsbergs församling. Från 1868 till 1929 var den i pastorat med Amsbergs församling för att därefter till 1962 utgöra ett eget pastorat. Från 1962 är församlingen moderförsamling i pastoratet Stora Tuna och Torsång.

### Kyrkobokföringsdistrikt
Församlingen var från den 1 januari 1929 (enligt beslut den 14 december 1928) uppdelad i två kyrkobokföringsdistrikt: Stora Tuna kyrkobokföringsdistrikt (201201, från 1971 208102) samt Borlänge och Domnarvets kyrkobokföringsdistrikt. Den 1 januari 1944 (enligt beslut den 31 december 1943) ändrades namnet på det senare till Borlänge kyrkobokföringsdistrikt (208100, från 1967 208101).
Sveriges indelning i kyrkobokföringsdistrikt avskaffades den 1 juli 1991.

## Kyrkoherdar
| Verksam   | Namn                           | Levnadstid | Övrigt                    |
| --------- | ------------------------------ | ---------- | ------------------------- |
| 1298      | Röricus                        |            |                           |
| 1331      | Johannes                       |            |                           |
| 1359      | Laurentius Petri               |            |                           |
| 1381      | Jacobus                        |            |                           |
| 1394—1396 | Nicolaus Michaelis             |            |                           |
| 1396      | Ericus Broddonis               |            |                           |
| 1414–1430 | Andreas Elawi                  |            |                           |
| 1431      | Petrus                         |            |                           |
| 1434–1441 | Andreas Uddonis                |            |                           |
| 1447      | Andreas Guttormi               |            |                           |
| 1487      | Petrus                         |            |                           |
| 1511–1528 | Laurentius                     |            |                           |
|           | Magnus Johannis                |            |                           |
| 1531–1546 | Johannes                       |            |                           |
| 1547–1561 | Carolus Petri                  |            |                           |
| –1566     | Ericus Laurentii Holmensis     | –1566      |                           |
| 1567–1570 | Erasmus Nicolai Arbogensis     | 1530–1580  | Senare biskop i Västerås. |
| 1571–1607 | Olaus Canuti Helsingius        | 1520–1607  | Kontraktsprost.           |
| 1608–1634 | Samuel Mathiæ Malmenius        | 1574–1634  | Kontraktsprost.           |
| 1635–1638 | Segericus Nenzelius            | 1600–1638  |                           |
| 1639–1648 | Simon Benedicti Arbogensis     | 1601–1649  |                           |
| 1648–1661 | Jacobus Waltheri Güthræus      | 1602–1661  |                           |
| 1663–1667 | Nicolaus Johannis Rudbeckius   | 1622–1676  | Senare biskop.            |
| 1667–1673 | Laurentius Petri Ferneboensis  | 1603–1673  |                           |
| –         | Laurentius Johannis Folkernius | 1618–1674  | Tillträde inte tjänsten.  |
| 1676–1707 | Petrus Petri Gangius           | 1633–1707  | Kontraktsprost.           |
| 1709–1723 | Petrus Dahlborg                | 1673–1723  | Kontraktsprost.           |
| 1725–1752 | Magnus Sahlstedt               | 1686–1752  |                           |
| 1753–1756 | Johan Lindh                    | 1695–1756  | Kontraktsprost.           |
| 1758–1767 | Nils Rabenius                  | 1692–1767  | Kontraktsprost.           |
| 1768–1774 | Eric Sernander                 | 1710–1774  | Kontraktsprost.           |
| 1776–1808 | Nathanaël Thenstedt            | 1731–1808  | Kontraktsprost.           |
| 1811–1820 | Carl Norberg                   | 1766–1820  | Kontraktsprost.           |
| 1822–1834 | Pehr Malmström                 | 1758–1834  |                           |
| 1837–     | Fabian Wilhelm Ekenstam        | 1787–      | Kontraktsprost.           |

## Organister
Lista över organister i Stora Tuna församling.
| Verksam   | Namn                     | Levnadstid |
| --------- | ------------------------ | ---------- |
| 1629      | Andreas Jacobsson        |            |
| 1636–1646 | Olof Ericsson            |            |
| 1664      | Olof Bengtsson           |            |
| 1676–1680 | Johan Nilsson            |            |
| 1683–1713 | Anders Törne             |            |
| 1713–1758 | Anders Mihlberg          | 1686–1758  |
| 1744–1758 | Israel Fahlström         | 1719–      |
| 1761–1817 | Johan Elfström           | 1753–1817  |
|           | Eric Wilhelm Zetterström | 1790–      |
| –1827     | Carl Enander             | 1790–1827  |
|           | Göran Haglöf             |            |
| –1863     | Johan Erik Hellström     | 1807–1863  |
|           | Carl Erik Ståhlberg      | 1838–1912  |
| 1918–1945 | Johan Ernst Lindberg     | 1882–1945  |
|           | Carl Gunnar Carlsson     | 1916–      |
| 1941–     | Karl-Erik Berntsson      | 1920–      |
| 1942–1964 | Per Nygårds-Kers         | 1908–      |
| 1962–1964 | Bengt Granstam           | 1932–      |

## Kyrkor
- Stora Tuna kyrka
- Hagakyrkan
- Väster Tuna kapell
- Amsbergs kapell